# ウリポ
ウリポ (Oulipo) は、1960年11月24日に数学者のフランソワ・ル・リヨネーを発起人として設立された文学グループ。正式名称は「Ouvroir de littérature potentielle」（潜在的文学工房）。アルフレッド・ジャリ、レーモン・クノー、レーモン・ルーセルらの文学を理想とし、言語遊戯的な技法の開発を通して新しい文学の可能性を追求した。引用したテクストを機械的・数学的な手法で変形・改竄してテクストの自己増殖を促すところに特徴があり、シュルレアリスムの「優美な屍骸」から大きな影響を受けている。

## 主なメンバー
発起人ル・リヨネーおよび師範格のクノーのほか、中心となったのは「コレージュ・ド・パタフィジック」の面々である。その主な顔ぶれは以下の通り。
- ジャン・クヴァル
- ジャン・レスキュール
- ジャック・バンス（フランス語版）
- ノエル・アルノー
- ラティス

のちに新規会員としてマルセル・デュシャン、イタロ・カルヴィーノ、ジョルジュ・ペレック、ジャック・ルーボー、ハリー・マシューズ、アンヌ・ガレタらが加わる。

## 主な手法
リポグラム
特定の文字を使わないという制約のもとに文章を書く、もしくはすでに書かれた文章から特定の文字を抜き去って改作するというもの。最も有名な例として、ペレックの長編小説『煙滅』(La Disparition、1969年)では「e」の文字が一度も使われていない。その後ペレックは「e」以外の母音を用いない短編小説『戻ってきた女たち』（Les Revenentes、1972年）も発表した。
〈S＋7〉
「語彙的平行移動」とも呼ばれる。まずこの操作の対象となるテクストと適当な国語辞典を用意して、このテクスト中にある名詞をこの辞書で引き、その名詞の7項目後ろに載っている名詞で置き換える。動詞や形容詞なども含めて（置換できない冠詞や前置詞以外）すべての単語を前後何番目かの単語で置き換える〈M±n〉がその一般形である。「私は喫茶店でコーヒーを飲みながら新聞を読んだ」を広辞苑第三版で5項目後の語と置換すると「綿種は吉事でコーラをのめり込みながら真文字金銀をよらわれけり」となる。
『百兆の詩篇』
クノーの作品（1961年）。10篇のソネット（14行からなる詩）を1行ずつバラバラに切り離して組み合わせておいたものを、読者が好きなように並べ替えることで10の14乗すなわち100兆通りのソネットが作れるというものである。ちなみに、1篇の詩に1分（並べ替えに15秒、読むのに45秒）としてすべてのソネットを読むのにかかる時間を計算すると、1日24時間、1年365日休まず読み続けても190,258,751年＋αを要するとのことである。
ハイカイザシオン
「俳諧」をヒントとしてクノーが提唱。『ファヌ・アルメの冗長さ』で、マラルメの詩から脚韻部以外を消去して俳諧風にしてみせた（「ファヌ・アルメ」はステファヌ・マラルメの脚韻部）。
定義による変形
やはり国語辞典を用いる手法で、テクスト中の単語を辞典中の解説文で置き換えて拡大するというもの。
直交ラテン方陣
ラテン方陣とは、 n 行× n 列の升目において n 個の数字ないし記号を各タテ列に1個ずつ、しかも各ヨコ列に同じ数字ないし記号が重複しないように並べたものである。 3 × 3 の例をあげると以下のようになる。
| A | B | C |
| B | C | A |
| C | A | B |
さらに、これを発展させたものとして直交ラテン方陣というものがある。
| A1 | B2 | C3 |
| B3 | C1 | A2 |
| C2 | A3 | B1 |
上のように、 A - C からなるラテン方陣と 1 - 3 からなるラテン方陣を、同じ記号と数字の組み合わせが現れないように重ねて配置したものである。ここで、小説のプロットを構成する要素として（A、B、C）に（太郎、花子、ポチ）を、（1、2、3）に（怒る、走る、食事をする）を代入して各ヨコ列を小説の章に見立てると
| 第1章 | 太郎は怒る       | 花子は走る       | ポチは食事をする |
| 第2章 | 花子は食事をする | ポチは怒る       | 太郎は走る       |
| 第3章 | ポチは走る       | 太郎は食事をする | 花子は怒る       |
となる。すなわち「第1章：些細な意見の食い違いから太郎は花子を怒鳴りつけ、花子は泣きながら自分の部屋を飛び出していった。いつものことなので飼犬のポチは知らん顔でエサを食べていた。第2章：花子が外でヤケ食いをしていたころ、満腹になったところでようやくポチは飼い主を泣かせた男に襲いかかり、あまりの剣幕に恐れをなした太郎は逃げ出さずにはいられなかった。第3章：追いつ追われつ太郎とポチは道に迷って無人島へまで来てしまった。数日後、花子が救助に来たとき愛するポチは骨になっていた。」というプロットが機械的に作られるのである。
1960年、アメリカの数学者によって 10 × 10 の直交ラテン方陣が発見されると、
| A1 | J2 | G3 | I4 | D5 | C6 | B7 | E8 | H9 | F0 |
| B0 | E5 | A2 | J3 | G4 | D8 | C9 | H6 | F7 | I1 |
| C7 | B1 | H8 | E2 | A3 | J4 | D6 | F9 | I0 | G5 |
| D9 | C0 | B5 | F6 | H2 | E3 | A4 | I7 | G1 | J8 |
| E4 | D7 | C1 | B8 | I9 | F2 | H3 | G0 | J5 | A6 |
| F3 | H4 | D0 | C5 | B6 | G7 | I2 | J1 | A8 | E9 |
| G2 | I3 | F4 | D1 | C8 | B9 | J0 | A5 | E6 | H7 |
| H5 | F8 | I6 | G9 | J7 | A0 | E1 | B2 | C3 | D4 |
| I8 | G6 | J9 | A7 | E0 | H1 | F5 | C4 | D2 | B3 |
| J6 | A9 | E7 | H0 | F1 | I5 | G8 | D3 | B4 | C2 |
ペレックはこれを10階建て（地上9階＋地下1階）の集合住宅に見立てて全100章からなる長編小説『人生使用法』の構想を得た。